# Andrea Berloff
Andrea Berloff (Framingham, 1974) è una sceneggiatrice e regista statunitense, nota per aver scritto la sceneggiatura di film come Straight Outta Compton, per la quale ha ricevuto una candidatura per la miglior sceneggiatura originale ai premi Oscar 2016.

## Filmografia

### Sceneggiatore
- Domestic, regia di Drew Filus (2002) - cortometraggio
- World Trade Center, regia di Oliver Stone (2006)
- Straight Outta Compton, regia di F. Gary Gray (2015)
- Blood Father, regia di Jean-François Richet (2016)
- Sleepless - Il giustiziere (Sleepless), regia di Baran bo Odar (2017)
- Le regine del crimine (The Kitchen), regia di Andrea Berloff (2019)

### Regista
- Le regine del crimine (The Kitchen) (2019)

## Riconoscimenti
- 2016 – Premio Oscar
  - Candidatura per la miglior sceneggiatura originale per Straight Outta Compton
- 2016 – Writers Guild of America Award
  - Candidatura per la miglior sceneggiatura per Straight Outta Compton